# Madame du Barry
Jeanne Bécu, grofica du Barry (19. kolovoza 1743.;– 8. prosinca 1793.) bila je ljubavnica Luja XV., kralja Francuske i jedna od žrtava „vladavine terora“ tijekom Francuske revolucije.

## Mladi život
Jeanne Bécu se rodila u Vaucouleursu, u francuskoj regiji Lorena, kao vanbračno dijete Anne Bécu, žene navodno „zavodljive ljepote“, koja je radila kao krojačica. Jeannenin otac je možda bio Jean Baptiste Gormand de Vaubernier, fratar. Jedan od ljubavnika njene majke, Monsieur Billard-Dumonceaux – i otac njenog pokojnog brata Clauda koji je umro sa samo 10 mjeseci starosti - ih je primio u svoj dom u Parizu te zaposlio Annu kao kuharicu. Dumonceaux je čak financirao Jeannenino obrazovanje u samostanu Saint-Aure.
S 15 godina, Jeanne je napustila samostan i dobila je posao kao pomoćnica mladog frizera zvanog Lametz, tada „pratioc“ starije udovice, Madame de la Garde, a kasnije pomoćnik modistkinje u dućanu 'À la Toilette', koji je bio u vlasništvu gospodina Labillea, s čijom je kćeri, budućom slikaricom Adélaïde Labille-Guiard, bila dobra prijateljica. Prema mnogim navodima, Jeanne je bila „iznimno lijepa“ plavokosa djevojka. Njena ljepota privukla je pozornost Jeana-Baptistea du Barryja, svodnika osobama višeg sloja i vlasnika kasina, 1763., kada je Jeanne bila u Madame Quisnoyjinom bordela-kasina. Predstavila se kao Jeanne Vaubernier. On ju je doveo u svoj dom gdje je postala njegova ljubavnica ali i kurtizana viših slojeva pariškog društva, pod imenom  Mademoiselle Lange.

## Život kao kurtizana na dvoru
Kao Mademoiselle Lange, brzo je postala senzacija Pariza, stvarajući velik broj aristokratskih klijenata. Maréchal de Richelieu je bio jedan od njenih čestih mušterija. Zbog toga, Jean du Barry ju je htio upotrijebiti kako bi utjecao na Luja XV., koji ju ju uočio 1768. u Versaillesu (dok je njegov kolega Étienne François, duc de Choiseul, pak, smatrao da je prilično „prosječna“). Jeanne međutim nije mogla biti kraljevska ljubavnica dok god nije imala titulu; to je riješeno njenim brakom s du Barryjinim bratom, Guillaume du Barry, 1. rujna 1768., gdje je dobila lažni rodni list koji je falsificirao Jean, na kojem je pisalo da je ona tri godine mlađa i iz plemenite obitelji.
Jeanne se tako smjestila u sobi ispod kraljevih odaja, gdje je navodno bila usamljena. Njen sponzor, Madame de Béarn, predstavila ju je na dvoru u Versaillesu 22. travnja 1769. Gdje je zadivila goste. Od tada je nosila skupu i luksuznu odjeću, koja je dodatno trošila sredstva iz državne riznice. Kao službena kraljeva ljubavnica, stekla je i prijatelje i neprijatelje; Béatrix de Grammont joj nikako nije bila sklona, dok je Claire Françoise pak bila njena prijateljica. 
Jeanne se brzo navikla na život u luksuzu, ali je ipak imala dobru narav: jednom je zamolila kralja da poštedi život grofu i grofici de Lousene - koji su osuđeni na smrt jer su pri opiranju ubili dvoje ljudi koji su ih trebali izbaciti iz dvorca zbog velikih dugova – a Luj XV. Joj je ispunio želju. Navodno nije imala interes za politiku.
Iako je jeanne bila dobre naravi i podupirala umjetnike, postajala je sve nepopularnija zato što je kralj puno trošio na nju. Njen odnos s Marijom Antoanetom je bio problematičan – Antoaneta nije htjela razgovarati s Jeanne, navodno zbog njenog „nemoralmog“ statusa a dijelom i zbog glasina da se smijala šali Princa Rohana usmjerenoj na račun Antoanetine majke, Marije Terezije. Iako je to isprva bio samo zgodan incident, ubrzo je prerastao u pravi sukob na Versaillesu jer se Jeanne sve snažnije žalila kralju da Antoaneta ne želi razgovarati s njom. Na kraju, na pritisak kralja, Antoaneta je ipak uputila par riječi prema njoj 1772.
Nakon što je Luj XV. Preminuo od boginja 1774., Jeanne je ubrzo prognana u Abbaye du Pont-aux-Dames kraj Meauxa jer njezina prisutnost na novom dvoru više nije bila poželjna.

## Kasnije godine
Dvije godine kasnije preselila se u Château de Louveciennes. Imala je odnos s Louisom Herculeom Timolonom de Cosséom, vojvodom od Brissaca. Kasnije se zaljubila u Henryja Seymoura, koji se sa svojom obitelji preselio u dvorac. Nakon nekog vremena, Seymour je postao sit svoje tajne afere s njom, te je Jeanne poslao sliku na kojoj je na dnu pisalo „Ostavi me na miru“. Brissac je pak zadržao Jeanne u svojem srcu. 
Revolucija je pak donijela nesreću obojici. Brissaca je uhvatila bijesna rulja dok je otišao posjetiti Pariz, te je linčovan. Navodno je Jeanne vidjela njegov leš jedne noći iz dvorca, kad ju je probudila buka gomile, te je pala u nesvijest. 

## Sud i smaknuće
1792., Madame du Barry je u nekoliko navrata otišla u London kako bi potvrdila autentičnost dragulja, koji joj je ukrao Zamor, rob iz Bengala koji je prodan dvoru i kojeg je obrazovala. Njen dvorac je također bio opljačkan nakon revolucije. Zbog sumnje da je pomagala emigrantima koji su pobjegli tijekom Francuska revolucije, Jeanne je uhićena 1793. kad se vratila u Pariz. Nedugo nakon njenog 50. rođendana, na sudu je proglašena krivom za izdaju te je osuđena na smrt. 8. prosinca iste godine je smaknuta na giljotini na Place de la Concorde. Pokušavala se spasiti otkrivajući tajna mjesta gdje je sakrila dragulje.
Na putu prema giljotini, nekoliko je puta doživjela kolaps i vikala: „Ozljedit ćete me! Zašto?“ navodno je toliko bila prestrašena i molila za milost da je šokirala cijelu gomilu, zbog čega je njen krvnik oklijevao izvršiti kaznu. Njene zadnje riječi su bile: „Još samo jedan trenutak, g. Krvniče! Molim vas!“ Pokopana je u groblju Madeleine.
Budući da nema zapisa o njezinoj mogućoj djeci, njezina je imovina dodijeljena sudu Pariza. Jeanne de la Motte-Valois isprva je njoj pokušala podvaliti prodaju neslavne ogrlice dok je još bio živ kralj Luj XV., no nakon njegove smrti draguljari Bohmer i Bassenge postali su očajni za kupcem te preskupe kreacije, tako da je na kraju u podvali Antoaneta optužena za kupnju iste. Taj skandal ostao je zabilježen kao Afera kraljičine ogrlice.

## U popularnoj kulturi
- Pola Negri ju je igrala u nijemom filmu "Madame Du Barry" iz 1919. kojeg je režirao Ernst Lubitsch.
- Norma Talmadge ju je igrala u filmu "Du Barry" iz 1930.
- Dolores del Rio ju je igrala u filmu "Madame Du Barry" iz 1934. kojeg je režirao William Dieterle.
- Gladys George ju je igrala u filmu "Madame Marija Antoaneta" iz 1938.
- Lucille Ball ju je igrala u filmu "DuBarry je bila dama" iz 1943.
- Margot Grahame ju je igrala u filmu "Crna čarolija" iz 1948.
- Martine Carol ju je igrala u filmu "Madame du Barry" iz 1954.
- Imala je zapaženu sporednu ulogu u anime seriji Lady Oscar iz 1979. od 3. epizode nadalje.
- Asia Argento ju je igrala u filmu "Marija Antoaneta" iz 2006.

## Vanjske poveznice
- Puni tekst Memoara madame Du Barry  Arhivirana inačica izvorne stranice od 14. listopada 2004. (Wayback Machine) na Project Gutenberg
- The Francuska revolucija;— Madame Du Barry i Princeza de Lamballe  Arhivirana inačica izvorne stranice od 24. svibnja 2007. (Wayback Machine)